# Saint-Cézaire-sur-Siagne
Saint-Cézaire-sur-Siagne település Franciaországban, Alpes-Maritimes megyében. Lakosainak száma 3971 fő (2022. január 1.). Saint-Cézaire-sur-Siagne Escragnolles, Saint-Vallier-de-Thiey, Spéracèdes, Le Tignet, Callian, Mons és Montauroux községekkel határos.

## Népesség
A település népessége az elmúlt években az alábbi módon változott:
| Lakosok száma | 809  | 1578 | 2182 | 3420 | 3692 | 3997 | 3908 | 3903 | 3927 | 3971 |
|               | 1968 | 1982 | 1990 | 2006 | 2011 | 2016 | 2017 | 2019 | 2020 | 2022 |